# Ergometrija
Ergometrija je mjerenje sposobnosti radnog učinka organa ili sustava organa pomoću ergometra. Ako se radi o procjeni radnog učinka srca, test se izvodi na pokretnom sagu uz praćenje rada srca pomoću 12 kanalnog EKGa, ako se mjeri radni učinak pluća, test se izvodi pomoću spirometra.